# Радомышльский район
Ра́домышльский райо́н (укр. Радомишльський район) — упразднённая административная единица на востоке Житомирской области Украины. Административный центр — город Радомышль.

## География
Основная река — Тетерев.
Климат умеренно континентальный, зимы мягкие с пасмурной погодой и туманами, средняя температура воздуха в январе −6 °, но морозы иногда доходят до 30—35 °. Почвы промерзают до 60 см. Продолжительность без морозного периода — 150—170 дней. Весна в первой половине прохладная, во второй — теплая. Лето умеренно теплое, периоды с ясной и сухой погодой чередуются с дождевыми. Температура июля составляет +19 °, но в отдельные годы достигает +30 °. Осень в первой половине сухая, теплая и ясная; во второй — прохладная с пасмурной погодой. Ветры преимущественно западные, северо-западные; зимой — юго-восточные, скорость ветра — 3—4 м/сек. Снежный покров — 12—30 см.

## История
21 января 1959 года к Радомышльскому району была присоединена часть территории упразднённого Потиевского района.
17 июля 2020 года в результате административно-территориальной реформы район вошёл в состав Житомирского района.

## Населённые пункты
| - г. Радомышль - пгт Белая Криница - пгт Городок - Белка - Березцы - Борщов - Брод - Буглаки - Будиловка - Быстреевка - Великая Рача - Веприн - Верлок - Вивче - Вихля - Вырва - Вышевичи - Глиница - Глухов 1-й - Глухов 2-й - Городчин - Гришковка - Гута-Забелоцкая - Гута-Потиевка | - Детинец - Дорогунь - Дубовик - Журавлинка - Забелочье - Заболоть - Замеры - Заньки - Ирша - Кайтановка - Кичкири - Клён - Котовка - Кочеров - Красноборка - Красносёлка - Крымок - Лутовка - Макалевичи - Малая Рача - Марьяновка - Меделевка - Межиречка - Меньковка | - Мирное - Мирча - Моделев - Мороговка - Негребовка - Новая Буда - Новая Марьяновка - Новая Юровка - Новосёлка - Облитки - Осов - Осычки - Переможье - Пилиповичи - Поташня - Потиевка - Прибуток - Раевка - Раковичи - Рудня-Городецкая - Русановка - Садки - Спорное | - Ставки - Став-Слобода - Старая Буда - Старая Гребля - Таборище - Текляновка - Толстое - Филоновка - Ходоры - Хомовка - Чайковка - Чудин |

## Экономика
Имеется пивоваренный завод, производящий марку пива «РАДОМЫШЛЬ».

## Культура
- Замок Радомысль
- Музей украинской домашней иконы